# 约瑟夫·霍雷绍夫斯基
约瑟夫·霍雷绍夫斯基（捷克語：Josef Horešovský，1946年7月18日—），捷克男子冰球运动员。他曾代表捷克斯洛伐克国家队参加1968年和1972年冬季奥林匹克运动会冰球比赛，获得一枚银牌和一枚铜牌。